# 13927 Grundy
13927 Grundy è un asteroide della fascia principale. Scoperto nel 1987, presenta un'orbita caratterizzata da un semiasse maggiore pari a 2,3213837 UA e da un'eccentricità di 0,1608832, inclinata di 9,23030° rispetto all'eclittica.
L'asteroide è dedicato a Arthur Francis Grundy, insegnante di matematica dello scopritore.